# 제403육군야전지원여단
제403육군야전지원여단(403rd Army Field Support Brigade (403d AFSB))는 주한 미군을 지원하는 육군지원사령부의 여단이다. 여단은 4번 육군 선위치 재고(APS-4)의 관리 및 유지보수, 태평양 LCAP 운영과 일본 요코하마와 오키나와에서의 수상정 운영 임무를 맡고 있다.

## 역사
1966년, AMC(육군물자사령부) 태평양 고객 서비스 사무실이 서울광역시에서 개설되었다.
1972년, 극동군수원조사무소로 개편되었다.
1986년, 극동창지원처(DSAFE), Test Measurement and Diagnostic Equipment, LAO-FE, the Logistics Assistance Program senior command representatives, Science and Technology Center-Far East→극동과학기술원, science adviser→과학고문부가 통합되어 AMC 극동지부가 설립되었다.
대한민국과 일본 지부의 군수부(Directorates of Logistics)가 2013년 10월 1일부로 군수대응원(Logistics Readiness Center)으로 개명되었다.

## 조직 구성
- 주한 육군야전지원대대 (AFSBn-Korea), 대한민국 캠프 험프리스[2]
- 동북아시아 육군야전지원대대 (AFSBn-NEA), 일본 요코하마 북부부두[3]
- 제403군수대응원
  - 주한 군수대응원 - 캠프 험프리스
  - 주일 군수대응원 - 요코하마 북부부두

## 기록

### 소속
- 육군물자사령부, 1966년 7월
- 야전지원사령부, 1996년 11월 25일
- 육군지원사령부, 2006년 9월 22일

### 계보
- 1966년, AMC Customer Service Office-Pacific→AMC 태평양 고객 서비스 사무실
- 1972년, Logistics Assistance Office – Far Eas (LAO-FE)→극동군수원조사무소
- 1986년, AMC-Forward Far East→육군물자사령부 극동지부
- 2005년 5월 1일, Army Field Support Brigade - Far East→극동 육군야전지원여단
- 2007년 10월 16일, 403rd Army Field Support Brigade→제403육군야전지원여단

### 스트리머
Army Superior Unit Award, Streamer embroidered 2011

## 참고

### 인용
1. ↑  Gen. Dennis L. Via (2013년 10월 18일). “Directorates of Logistics now Logistics Readiness Centers” (영어). United States Army Public Affairs Office. 2020년 9월 12일에 확인함.
2. ↑  “Fact Sheet: AFSBn-Korea” (PDF) (영어). Army Sustainment Command Public Affairs. 2018년 8월 31일. 2020년 10월 19일에 원본 문서 (PDF)에서 보존된 문서. 2020년 9월 12일에 확인함.
3. ↑  “Fact Sheet: AFSBn-NEA” (PDF) (영어). Army Sustainment Command Public Affairs. 2018년 8월 7일. 2020년 10월 19일에 원본 문서 (PDF)에서 보존된 문서. 2020년 9월 12일에 확인함.

### 자료
- “Headquarters, 403d Support Brigade (Powerhouse)” (영어). Center of Military History. 2016년 6월 20일. 2020년 9월 12일에 확인함.
- “Fact Sheet: 403rd Army Field Support Brigade” (PDF) (영어). Army Sustainment Command Public Affairs. 2018년 3월 7일. 2020년 10월 18일에 원본 문서 (PDF)에서 보존된 문서. 2020년 9월 12일에 확인함.